# Республиканская революция (США)
«Республиканская революция» (англ. Republican Revolution), «Революция 94 года» (англ. Revolution of '94) или «Революция Гингрича» (англ. Gingrich Revolution) — успех республиканской партии (GOP) на промежуточных выборах 1994 года в США, вылившийся в приобретение 54 мест в Палате представителей и 8 — в Сенате. Контроль над Конгрессом теперь переходил к республиканцам, в то время как президентом оставался демократ Билл Клинтон. Республиканская революция подвела черту под 62-летним доминированием демократов в Конгрессе, имевших в нём большинство мест с 1933 года (республиканцы побеждали на выборах в Палату представителей только в 1946 и 1952 годах, а демократы зачастую составляли более 60 % конгрессменов). После 1994 года, напротив, демократы побеждали на выборах в Палату представителей только в 2006, 2008, 2018 и 2020 годах.

## Подготовка к выборам и их итоги
Вместо независимого ведения кампании в каждом районе, республиканцы сплотились вокруг общей национальной программы, сформулированной конгрессменом от штата Джорджия Ньютом Гингричем. В частности, они считали Билла Клинтона не «новым демократом» (как он сам себя называл на выборах президента в 1992 году), а либералом формата «собирай и трать», также подозревая его в коррупции. Альтернативой программой республиканцев стал политический манифест Гингрича Контракт с Америкой.
По итогам выборов, республиканская партия получила контроль над обеими палатами Конгресса: Палатой представителей и Сенатом. До этого республиканцы имели большинство в палате представителей только в 1952 году.
Республиканцы также улучшили позиции и в региональном плане, завоевав двенадцать губернаторских постов и 472 места в законодательных собраниях, отняв у демократов большинство в 20 штатах. До этого момента GOP не контролировала большинство губернаторов с 1972 года, а большую часть законодательных собраний — впервые за 50 лет. На выборах 1994 года прошло много новичков: в палате представителей из 230 республиканцев треть раньше в нём не работала. В Сенате 11 из 54 (20 %) республиканцев были новичками.
Недовольство демократической партией начало проявляться уже после выборов 1992 года, в частности — победа на выборах мэров Нью-Йорка и Лос-Анджелеса республиканцами в 1993 году. В этом году Кристина Тодд Уитман выиграла выборы губернатора штата Нью-Джерси, а Брет Шундлер стал первым мэром города Джерси-Сити от республиканцев, остававшегося у демократической партии с 1917 года; Джордж Аллен стал губернатором штата Вирджиния, Кэй Бэйли Хатчисон стала сенатором от штата Техас, Фрэнк Лукас и Рон Льюис получили места конгрессменов в штатах Оклахома и Кентукки в мае 1994 года.
Когда 104-й конгресс начал созыв в январе 1995 года, республиканское большинство выбрало своего парламентского организатора в прошлом созыве Ньюта Гингрича новым спикером, а руководившего меньшинством в сенате Боба Доула — лидером сенатского большинства. Несмотря на укрепление своих позиций, GOP пришлось находить компромисс с президентом от демократов Биллом Клинтоном, обладавшим правом вето.
Выборы 1994 года также подвели черту под Консервативной коалицией — неофициальным объединением консервативных республиканцев и демократов (часто именовавшимся «хлопковым долгоносиком», так как республиканцы в основном представляли юг страны), часто контролировавшее конгресс с момента запуска экономической политики «Новый курс».

## Последующие события
На выборах 1996, 1998 и 2000 годов республиканцы потеряли места в Конгрессе, сохраняя контроль над Палатой представителей и Сенатом (более слабый). После выборов 2000 года Сенат был поделен практически поровну между двумя партиями, контроль переходил от одной стороны к другой через уход Джеймса Джеффордса из GOP и довыборы.
На выборах 2006 года демократы победили на выборах как в Палате представителей (233 против 202 республиканцев), так и в Сенате (49 демократов, 49 республиканцев, и 2 независимых, действовавших совместно с демократами), а также на губернаторских выборах (28-22).
На выборах 2010 года республиканцы отвоевали контроль над Палатой представителей, но Сенат остался за демократами (51 демократ, 2 независимых и 47 республиканцев). Также республиканцы выиграли на большинстве выборов губернаторов и законодательных собраний штатов. Выборы в Конгресс 2012 года не повлияли на положение в нём двух партий.
На выборах 2014 года республиканское большинство в Конгрессе достигло своего высочайшего уровня со времен 1928 года, снова дав им контроль над Сенатом. Также партия получила 31 губернатора, а также рост числа контролируемых легистратур (с 57 до 67).